# Pyrrhorachis turgescens
Pyrrhorachis turgescens är en fjärilsart som beskrevs av Louis Beethoven Prout 1917. Pyrrhorachis turgescens ingår i släktet Pyrrhorachis och familjen mätare. Inga underarter finns listade.